# Coasă

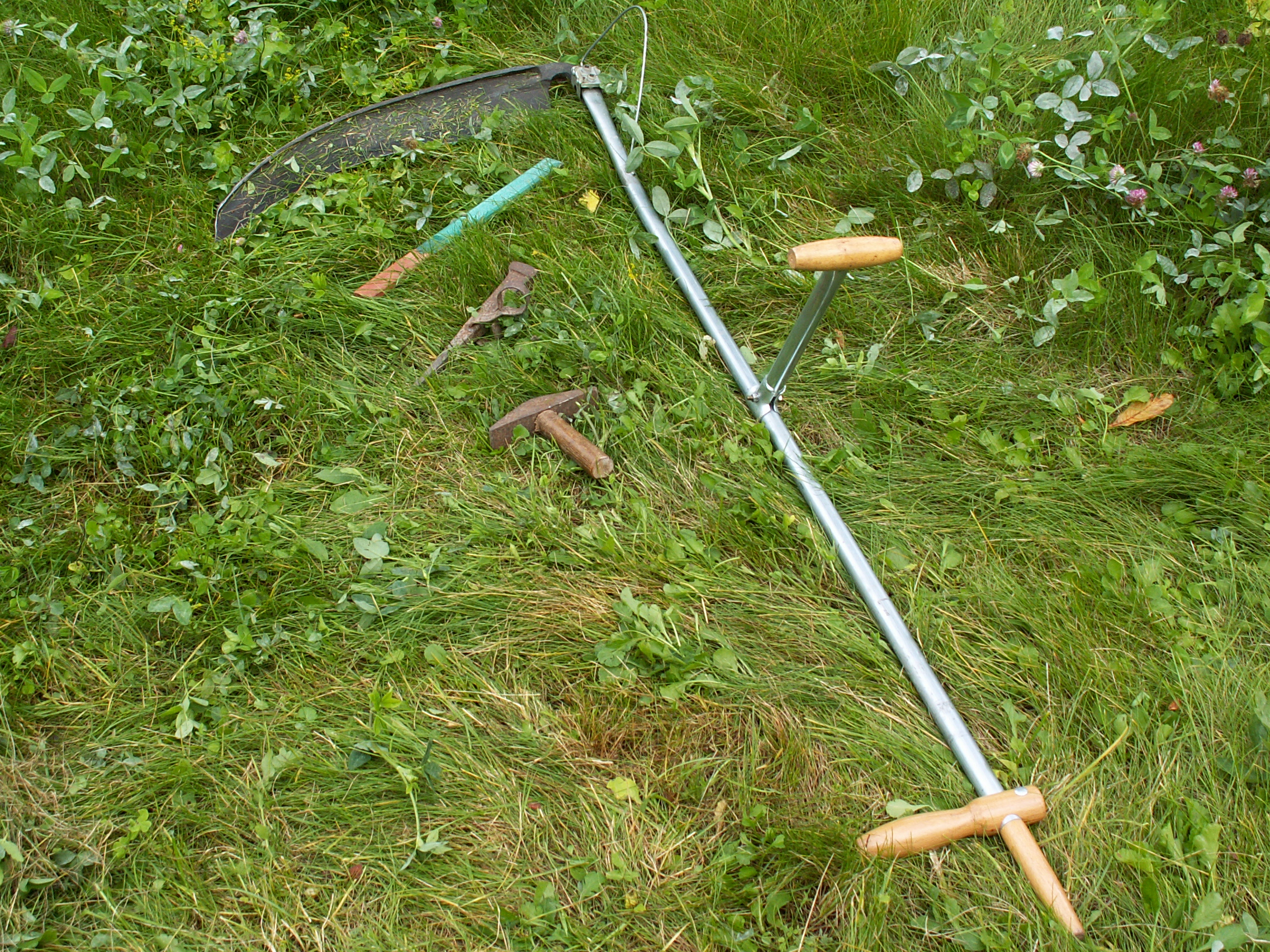
O coasă pe iarbă

Coasa (din slava veche *kosa) este o unealtă agricolă, folosită pentru a cosi iarbă și cereale. Ea este alcătuită dintr-o lamă de oțel, arcuită, ascuțită în partea interioară a curburii, montată într-un mâner lung, de lemn, care se numește toporâie sau toporâște.

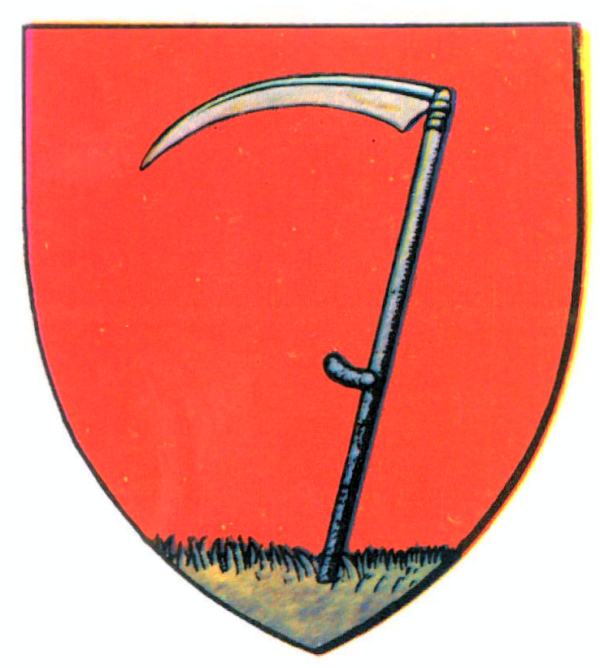
Stema judeţului Botoşani(interbelic)

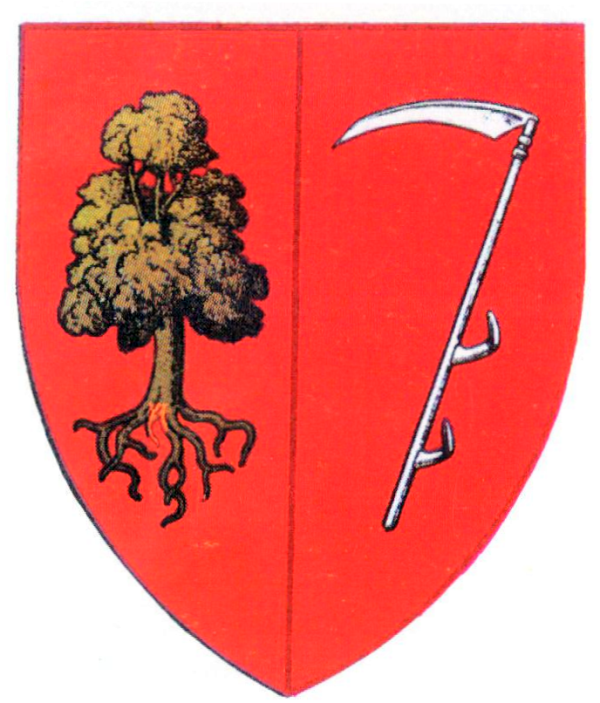
Stema judeţului Orhei (interbelic)

Cositul se poate face și cu așa-numita coasă cu cerc. Pentru aceasta, pe toporâște se fixează cercul format dintr-o nuia de alun care este arcuită între lama coasei și picioruș (mânerul toporâștei). În spațiul dintre nuia și toporâște se fixează o țesătură din cânepă, numită pânză, care se coase cu ață pe cerc și se bate în cuișoare pe toporâște. Pânza are rolul de a aduna spicele tăiate de lama coasei la un loc, într-o brazdă. 
Mai comodă decât secera, coasa rămâne în uz zilnic împreună cu mașinile agricole în unele regiuni ale Europei și Asiei.
În cultura europeană, prezentarea antropomorfică a morții este deseori un schelet purtând o coasă.
Coasă de luptă este o denumire generică pentru armele curbate, cu tăiș pe partea interioară a curburii, folosite în evul mediu, ca urmașe ale celor denumite în antichitate falx (plural falces). 

## Legături externe
- en Scythe Network Arhivat în 7 iunie 2009, la Wayback Machine., a site dedicated to modern usage, with links to numerous equipment suppliers in North America.